# The Walking Dead: Dead City
The Walking Dead: Dead City é uma série de televisão norte-americana de drama e terror pós-apocalíptico criada por Eli Jorné para AMC, baseada nos personagens de The Walking Dead, Maggie e Negan. É o quarto spin-off e a quinta série da franquia The Walking Dead, compartilhando a continuidade com as outras séries de televisão e a primeira sequência de The Walking Dead. Jorné atua como showrunner.
O Prime Video confirmou que lançará Dead City, no Brasil, em 3 de abril; a série também será exibida no canal pago AMC Brasil.
Lauren Cohan e Jeffrey Dean Morgan reprisam seus papéis como Maggie e Negan da série de televisão original, junto com Gaius Charles, Željko Ivanek e Mahina Napoleon também estrelando. O desenvolvimento da série começou em março de 2022. O título da série foi revelado ao mesmo tempo antes de ser renomeado no final daquele mês de agosto. O elenco adicional foi revelado em outubro e novembro de 2022. A filmagem principal começou em julho de 2022 em Nova Jersey e foi concluída em outubro de 2022.
A primeira temporada da série estreou em 18 de junho de 2023 e consistiu em seis episódios. Em julho de 2023, a série foi renovada para uma segunda temporada. Até o momento, não há previsão para a estreia em Portugal.

## Premissa
A série segue Maggie e Negan viajando para uma Manhattan pós-apocalíptica há muito tempo isolada do continente. A cidade em ruínas está cheia de mortos e habitantes que fizeram de Nova York seu próprio mundo cheio de anarquia, perigo, beleza e terror.

## Elenco e personagens

### Elenco principal
- Lauren Cohan como Maggie Rhee: viúva de Glenn, ex-integrante do grupo de Rick Grimes em The Walking Dead e a líder da Colônia Hilltop, uma comunidade de sobreviventes que se mudou da Virgínia para Nova York.
- Jeffrey Dean Morgan como Negan: O ex-líder reformado dos Salvadores que deixou a Commonwealth com sua esposa grávida para construir uma vida juntos no final de The Walking Dead.
- Gaius Charles como Perlie Armstrong: Um marechal da Federação da Nova Babilônia, uma rede de comunidades de sobreviventes em Nova York, encarregado de caçar Negan.[3]
- Željko Ivanek como "The Croat" (O Croata): Originalmente da Croácia, daí seu nome, o Croata é um ex-membro sádico dos Salvadores que sequestrou o filho de Maggie, Hershel. Ele também é o líder dos Burazi, um grupo de sobreviventes hostis que assumiram o controle de Manhattan.[4]
- Mahina Napoleon como Ginny: Uma jovem muda que Negan está cuidando depois que seu pai morreu. Mais tarde, é revelado que o pai dela é um dos homens pelos quais Negan é procurado por ter matado.[4]

### Elenco recorrente
- Logan Kim como Hershel Rhee: O filho adolescente de Maggie e Glenn. Kim substitui o ator Kien Michael Spiller, que anteriormente interpretou Hershel em The Walking Dead.[5]
- Jonathan Higginbotham como Tommaso: O co-líder da Tribo, um grupo nômade de sobreviventes baseado em Manhattan que está sendo caçado pelos Burazi.[4]
- Karina Ortiz como Amaia: A co-líder da Tribo e namorada de Tommaso[6]
- Lisa Emery como "The Dama" (A Dama): Uma sombria senhora idosa e aliada próxima do Croata.[7]

### Elenco convidado
- Michelle Hurd como Jones: A dona do Easy Stay Motor Inn, onde ela escondeu Negan dos marechais da Nova Babilônia.[8]
- Trey Santiago-Hudson como Jano: O vice-marechal da Nova Babilônia que ajudou Armstrong na caçada de Negan.[9]
- Michael Anthony como Luther: Um membro fisicamente imponente do povo da tribo que desconfia de Maggie e Negan.[10]
- Steven Ogg como Simon: O ex-vice-líder dos Salvadores que aparece em uma cena de flashback. Ogg reprisa seu papel de The Walking Dead.[11]

## Episódios

### Resumo
| Temporada | Temporada | Episódios | Episódios | Originalmente exibido | Originalmente exibido |
| Temporada | Temporada | Episódios | Episódios | Estreia da temporada  | Final da temporada    |
| --------- | --------- | --------- | --------- | --------------------- | --------------------- |
|           | 1         | 6         | 6         | 18 de junho de 2023   | 23 de julho de 2023   |
|           | 2         | 8         | 8         | 4 de maio de 2025     | 22 de junho de 2025   |

### 1ª Temporada (2023)
| N.º geral | N.º na temp. | Título                                                                 | Dirigido por    | Escrito por       | Exibição original   | Audiência (milhões) |
| --- | ------------ | ---------------------------------------------------------------------- | --------------- | ----------------- | ------------------- | ------------------- |
| 1 | 1            | "Old Acquaintances" "Velhos Conhecidos" (BR)                           | Loren Yaconelli | Eli Jorné         | 18 de junho de 2023 | 0.704               |
| Após um ataque a Hilltop, o filho de Maggie, Hershel, é sequestrado pelo Croata, um ex-Salvador que mora em Manhattan. Desesperada para salvá-lo, Maggie relutantemente rastreia Negan em busca de ajuda. Negan está fugindo dos marechais da Nova Babilônia, liderados por Perlie Armstrong, depois de supostamente assassinar cinco pessoas. Em troca de Maggie dar uma casa em Hilltop à sua jovem companheira, Ginny, Negan concorda em ajudá-la. Os dois tomam o jovem marechal Jano como refém, e Maggie tem que lidar com o ódio de Negan pelo assassinato de Glenn. Em Manhattan, o trio encontra walkers caindo dos prédios e se envolvem em um jogo de gato e rato com Armstrong em uma lavanderia. Durante o confronto, Jano acidentalmente é morto por Armstrong enquanto eles o perseguia. Enquanto isso, o Croata questiona Hershel para obter informações sobre Negan e, quando um prisioneiro fugitivo se recusa a responder às perguntas sobre seu grupo, o Croata o envia para a morte. |              |                                                                        |                 |                   |                     |                     |
| 2 | 2            | "Who's There?" "Quem Está Aí?" (BR)                                    | Loren Yaconelli | Eli Jorné         | 25 de junho de 2023 | 0.706               |
| Uma mulher idosa chamada Esther ajuda Maggie e Negan a escaparem de um rebanho e os conduz até sua tribo de sobreviventes, que estão sendo caçados pelo Croata e seu povo, os Burazi. Negan revela que o Croata foi um dos primeiros Salvadores e atuou como interrogador de Negan até que ele fosse longe demais com uma jovem sobrevivente, levando Negan a tentar matá-lo. No entanto, Negan só conseguiu estourar a orelha direita do Croata, permitindo que ele escapasse. A tribo é atacada pelos Burazi, resultando na morte de várias pessoas, incluindo Esther, antes de conseguirem escapar. Em retaliação, Negan mata brutalmente um dos Burazi como exemplo para os outros, o que é presenciado por Maggie. Após Maggie revelar sua verdadeira missão para eles, a tribo revela que pode ajudá-la a encontrar o Croata. Em outro lugar, Ginny luta para se adaptar à vida em Hilltop, eventualmente roubando uma motocicleta e fugindo. Perlie visita o apartamento de seu irmão Joel, apenas para encontrá-lo morto por suicídio. Ao cair em uma armadilha do lado de fora, Perlie é capturada pelo Croata. |              |                                                                        |                 |                   |                     |                     |
| 3 | 3            | "People Are a Resource" "Pessoas São um Recurso" (BR)                  | Kevin Dowling   | Keith Staskiewicz | 2 de julho de 2023  | 0.681               |
| Em flashbacks, Negan conversa com Ginny enquanto eles procuram pelo seu brinquedo perdido. No presente, Ginny segue para Manhattan. O Croata mantém Perlie prisioneiro no renovado Madison Square Garden, onde ele testa as habilidades do marechal em uma luta de ringue contra walkers e questiona seus motivos. Perlie finalmente revela que está em Manhattan caçando Negan, para grande choque do Croata, que por sua vez revela que perdeu sua família para canibais perto do início do apocalipse. Os membros da tribo contam a Maggie e Negan sobre a operação dos Burazi, que eles reconhecem como uma versão distorcida dos Salvadores e, usando a história da derrota de Negan pela Milícia, inspiram os membros da tribo a ajudá-los. Tommaso revela que foi capturado e torturado, mas conseguiu escapar usando a antiga estrutura da Penn Station e o sistema de metrô, que eles podem usar para entrar. Maggie se abre para Negan sobre a perda de Hershel e sua família, e Negan, por sua vez, revela que ele enviou Annie e seu filho Joshua para um local seguro no Missouri depois de matar cinco homens que roubaram, espancaram e estupraram Annie como vingança, razão pela qual ele é um homem procurado. Luther descobre o pôster de procurado de Negan, levando a uma luta na qual Negan cede a seus instintos mais sombrios e mata Luther. Depois de encontrar o brinquedo de Ginny, Maggie pensa em queimá-lo, observada secretamente por Ginny. |              |                                                                        |                 |                   |                     |                     |
| 4 | 4            | "Everybody Wins a Prize" "Todo Mundo Ganha um Prêmio" (BR)             | Kevin Dowling   | Eli Jorné         | 9 de julho de 2023  | 0.697               |
| Em um flashback, Negan e Simon confrontam o Croata sobre o assassinato brutal de uma jovem. No presente, Maggie e Negan lideram um ataque ao Madison Square Garden para resgatar Hershel e matar o Croata. No entanto, o Croata antecipa suas ações e arma uma armadilha, evacuando seu povo da arena enquanto deixa os walkers entrarem. Ele usa os sistemas de som e luz para conduzi-los até o grupo. Oprimidos e em menor número, a maioria dos membros da Tribo é morta, com apenas Maggie, Amaia, Tommaso e Ginny conseguindo escapar para os esgotos. Negan confronta o Croata, que o cumprimenta com alegria e tenta fazer com que Negan se junte a ele, ameaçando matar Perlie como um sinal de boa-fé. Para grande choque do Croata, Negan salva a vida do marechal e foge com ele. No entanto, Perlie mantém Negan sob a mira de uma arma, ameaçando-o com execução sumária por seus crimes, apesar de Negan ter acabado de salvar sua vida. |              |                                                                        |                 |                   |                     |                     |
| 5 | 5            | "Stories We Tell Ourselves" "Histórias que Contamos a Nós Mesmos" (BR) | Gandja Monteiro | Brenna Kouf       | 16 de julho de 2023 | 0.701               |
| Nas cenas de flashback, Ginny descobre que Maggie está mentindo sobre o roubo dos grãos dos Bricks, enquanto o Croata sequestra Hershel e exige Negan em troca de sua libertação. No presente, o Croata visita a Dama e reitera a necessidade de Negan para proteger o futuro deles. Enquanto percorrem Manhattan, Negan e Perlie começam a se conhecer, com Negan revelando a razão por trás de seus assassinatos. Com suas crenças abaladas pelos eventos recentes, Perlie desabafa com Negan sobre seu irmão Joel e suas crescentes dúvidas sobre o que está fazendo. Maggie, que revela ter guardado o brinquedo de Ginny em vez de queimá-lo, deduz que Tommaso havia traído a Tribo, resultando no ataque ao esconderijo deles e na emboscada no Madison Square Garden. Tommaso admite que fez um acordo com o Croata, que prometeu a ele um barco e uma chance de uma vida melhor para sua família no continente, deixando Amaia horrorizada, embora Maggie seja mais compreensiva. Nos esgotos, Amaia e Tommaso são atacados por walkers, mas Maggie e Ginny conseguem escapar depois que Maggie luta com sucesso contra um walker enorme fundido. Na superfície, Ginny dispara um sinalizador no ar, que é avistado por Negan. |              |                                                                        |                 |                   |                     |                     |
| 6 | 6            | "Doma Smo" "Estamos em Casa" (BR)                                      | Gandja Monteiro | Eli Jorné         | 23 de julho de 2023 | 0.618               |
| Após se reunir com Ginny, Negan revela que foi ele quem matou o pai dela em um esforço duro para fazê-la ir embora. Perlie leva Ginny de volta para os Bricks antes de retornar a Nova Babilônia, onde mente dizendo que matou Negan, despertando o interesse da líder de Nova Babilônia pelo metano que os Burazi são capazes de produzir, que é uma fonte de combustível melhor que o etanol. Maggie e Negan seguem o Croata até o terminal da balsa de Staten Island, onde Negan conclui que Maggie o está atraindo para uma armadilha e a domina. Reconhecendo que Maggie nunca deveria perdoá-lo por suas ações, embora desapontado, pois juntos eles poderiam ter resgatado Hershel de verdade, Negan permite que Maggie o troque pelo Croata em troca de seu filho, que critica Maggie por se importar mais com sua obsessão por Negan do que com ele por toda a vida dele. Após retornar aos Bricks, Maggie percebe que Hershel está certo e decide encontrar uma maneira de acabar com sua disputa com Negan de uma vez por todas, para que finalmente possa encontrar paz. O Croata entrega Negan para a Dama, que explica que quer que Negan una as várias comunidades em Manhattan para resistirem contra a Federação de Nova Babilônia e outros que tentariam tomar seus recursos naturais. Tendo ouvido a história do assassinato de Glenn através de Hershel, a Dama revela que cortou o dedo do pé de Hershel e ameaça machucá-lo novamente se Negan não obedecer, usando o afeto de Negan pelo menino como alavanca contra ele. Ao mesmo tempo, Maggie descobre os desenhos de Hershel da Dama e percebe a ameaça contínua a seu filho. |              |                                                                        |                 |                   |                     |                     |

### 2ª Temporada (2025)
| N.º geral | N.º na temp. | Título | Dirigido por          | Escrito por       | Exibição original   | Audiência (milhões) |
| --- | ------------ | --- | --------------------- | ----------------- | ------------------- | ------------------- |
| 7 | 1            | "Power Equals Power"" "Poder é Igual a Poder" (BR)                                                               | Michael E. Satrazemis | Eli Jorné         | 4 de maio de 2025   | 0.378               |
| Um ano se passou desde que Maggie retornou de Nova York. Os Bricks foram forçados a se juntar à Federação da Nova Babilônia, enquanto Maggie tenta seguir em frente com sua vida com Hershel e Ginny. A recém-promovida Coronel Perlie Armstrong e a Governadora da Nova Babilônia, Charlie Byrd, chegam aos Bricks, buscando recrutar os moradores para uma "missão expedicionária" a Manhattan para retomar a cidade, enforcando um homem que tentou fugir. Em particular, Perlie admite que o suprimento de etanol da Nova Babilônia foi comprometido por uma infestação de traças, e eles estão preparando uma invasão para obter o metano dos Burazi. Maggie faz um acordo em que se voluntaria para ir em troca de que todos os outros sejam deixados em paz. Acompanhada por Ginny, Maggie se prova contra uma horda de zumbis, mas isso causa atrito com Hershel, que acusa sua mãe de voltar para buscar Negan, enquanto se esquiva de suas perguntas sobre a Dama. Em Manhattan, Negan recusa as tentativas da Dama de convencê-lo a ajudar, o que a leva a intimidar Negan, providenciando a chegada de sua esposa Annie e seu filho Joshua à cidade, o que lhe dará vantagem sobre Negan. Negan finalmente concorda em ajudar e recebe uma versão aprimorada de Lucille. Negan faz um discurso para as três gangues rivais que governam Upper Manhattan, tentando uni-las contra a invasão iminente. |              | |                       |                   |                     |                     |
| 8 | 2            | "Another Shitty Lesson" "Outra Lição de Merda" (BR)                                                              | Michael E. Satrazemis | Zoe Vitale        | 11 de maio de 2023  | 0.278               |
| Enquanto as forças da Nova Babilônia se preparam para zarpar para Manhattan, Maggie descobre que um espião entre eles alertou o Croata sobre sua chegada iminente. Tendo seguido sua mãe, Hershel se junta à missão. No entanto, a liderança da Nova Babilônia se recusa a ouvir Maggie, que está presa por insubordinação junto com Hershel. Enquanto cruzam o Rio Hudson em uma balsa, a Nova Babilônia encontra um campo minado e é atacada pelos Burazi com bombas de walkers. Ginny liberta Maggie e Hershel, que fogem em uma jangada com Perlie e alguns outros enquanto a balsa é destruída, matando a maioria das forças da Nova Babilônia, incluindo a Governadora Byrd e o General Houseman. Ao avistar Hershel, Negan permite que os sobreviventes escapem, e a Dama assassina seu amigo Victor, enquanto também captura o historiador da Nova Babilônia, Benjamin Pierce. Em terra firme, Maggie percebe que Hershel foi quem os traiu para o Croata, enquanto Ginny secretamente rouba a arma da Major Lucia Narvaez. Caçados pelos Burazi, os sobreviventes da Nova Babilônia seguem para o Central Park. |              | |                       |                   |                     |                     |
| 9 | 3            | "Why Did the Mainlanders Cross the River?" "Por que os Habidantes do Continente Cruzaram o Rio?" (BR)            | Edward Ornelas        | Brenna Kouf       | 18 de maio de 2025  | 0.255               |
| Em flashbacks, Hershel é visitado pela Dama durante sua prisão, que oferece ao garoto comodidades luxuosas e o seduz para sua visão de mundo. No presente, os sobreviventes da Nova Babilônia são vítimas de uma manada no Central Park, resultando em várias mortes e na separação de Hershel dos outros. O grupo conhece os Foragers, uma tribo de sobreviventes liderada por Roksana que vive no Loeb Boathouse. Lucia discute com Perlie sobre seu desejo de incorporar os Foragers às suas forças, forçando Perlie a exercer sua autoridade sobre ela. Hershel e uma Forager chamada Joan são atacados por Waylen, um Burazi que fere mortalmente Joan antes que Negan o mate para proteger Hershel. Hershel explica à mãe sua visão diferente de Manhattan e do que a cidade pode ser, enquanto Negan mente para o Croata sobre o que aconteceu e tenta minar o poder da Dama sobre ele. Por sua vez, o Croata revela que quando caiu na ilha após fugir do Santuário, a Dama lhe deu um propósito novamente. |              | |                       |                   |                     |                     |
| 10 | 4            | "Feisty Friendly" "Amigável e Mal-humorado" (BR)                                                                 | Edward Ornelas        | Keith Staskiewicz | 25 de maio de 2025  | 0.346               |
| Maggie, Perlie e Hershel exploram os Burazi em busca do metano, e as duas adultas se unem por causa das dificuldades da paternidade. Ao descobrir sua arma roubada em poder de Ginny, Narvaez conta à garota como, após perder sua família, a Governadora Byrd deu a Narvaez um novo propósito. Narvaez permite que Ginny fique com a arma, descobrindo que a garota pretende se vingar do assassino de seu pai, Negan, que supostamente foi morto por Perlie. Os Burazi, acompanhados por Pierce, visitam o Metropolitan Museum of Art para negociar com Bruegel para se juntar à aliança. Pierce reconhece a Dama como uma famosa crítica de teatro, enquanto Negan encontra Maggie, que o convence a revelar que o metano está na Catedral de São Patrício. Negan avisa Maggie sobre a traição de Hershel, enquanto Hershel encontra a Dama; nenhum dos dois revela o encontro aos seus respectivos grupos. Negan desafia Bruegel para uma luta de gladiadores e descobre que o campeão Frankenstein de Bruegel é, na verdade, o ex-guarda-costas do líder da gangue, Tony, que está se passando por um zumbi. Isso força Bruegel a se juntar à aliança, mas ele mata Tony e começa a tramar como tomar o controle do metano para si. |              | |                       |                   |                     |                     |
| 11 | 5            | "The Bird Always Knows" "O Pássaro Sempre Sabe" (BR)                                                             | Edward Ornelas        | Sarah Nolen       | 1 de junho de 2025  | 0.339               |
| Após descobrir que Negan ainda está vivo, Narvaez se amotina, aprisiona Perlie e Roksana e envia Maggie para atrair Negan para uma armadilha. Quando Maggie tenta matar Narvaez, Ginny a trai e força Maggie a se render. Narvaez realiza uma execução, enforcando Roksana por se recusar a se juntar à causa da Nova Babilônia e quase matando Maggie, mas a comoção atrai uma enorme manada que devora todos os Forrageadores e os sobreviventes da Nova Babilônia. Maggie é resgatada por Ginny enquanto Narvaez é vítima de uma Roksana zumbificada. Um Hershel arrependido confessa sua traição enquanto Ginny esconde um grande ferimento nas costas. Bruegel e sua gangue despacham os zumbis, buscando a ajuda de Maggie e Perlie. Negan tenta recrutar Christos para a aliança, descobrindo que ele está apenas tentando proteger outros sobreviventes, em vez de ser um senhor da guerra sedento por poder. Após um ato de sabotagem aparentemente cometido pela gangue de Christos, os Burazi massacram todos os homens, para a fúria de Negan e da Dama. Negan semeia a divisão entre o Croata e a Dama, culminando com Negan matando o rato de estimação da Dama. Os esforços bem-sucedidos de Negan resultam em uma discussão violenta e o Croata abandona a Dama para morrer em um incêndio acidentalmente provocado durante a altercação.                                                        |              | |                       |                   |                     |                     |
| 12 | 6            | "Bridge Partners Are Hard to Come by These Days" "Parceiros de Ponte são Difíceis de Encontrar Hoje em Dia" (BR) | Lauren Cohan          | Eli Jorné         | 8 de junho de 2025  | 0.291               |
| Após perceber que Negan havia armado a discussão, o Croata o ataca, mas Negan derrota seu antigo amigo e o exila, assumindo o controle dos Burazi. Bruegel propõe uma aliança entre ele e a Nova Babilônia para assumir o controle do metano dos Burazi; Perlie considera a oferta, apesar das dúvidas de Maggie. Bruegel mais tarde revela a Perlie que havia encontrado Narvaez, ainda quase morta, que o havia informado dos detalhes antes de morrer. Tendo sofrido lavagem cerebral pela Dama, Hershel tenta envenenar o suprimento de água da gangue e discute com Maggie sobre seu interesse em manter Negan vivo. Os dois são atacados por um urso-cinzento que vivia no Central Park e conseguem matá-lo, mas Hershel desaparece em seguida. Procurando por seu filho, Maggie se reúne com Negan, que a indica o Teatro King Francis. A família de Negan finalmente chega a Manhattan, mas ele decide mandá-los embora para sua própria segurança. Ginny tenta matar Negan, mas desmaia devido ao ferimento, que infeccionou. |              | |                       |                   |                     |                     |
| 13 | 7            | "Novi Dan, Novi Početak" "Novo Dia, Novo Começo" (BR)                                                            | Michael E. Satrazemis | Eli Jorné         | 15 de junho de 2025 | 0.350               |
| Negan cuida de Ginny com a ajuda de Benjamin Pierce. Ao saber de rumores de antibióticos escondidos no Hospital Bellevue lotado, Negan procura por eles sem sucesso. No processo, Negan bate a cabeça e tem alucinações com Lucille, Annie e Joshua, expressando seu arrependimento por ter falhado com sua família. Negan conecta Ginny a um ventilador respiratório na esperança de permitir sua recuperação e declara que não terá misericórdia de seus inimigos, tendo aprendido com seus erros anteriores. No teatro, Maggie encontra o Croata, que a ajuda a procurar por Hershel. Após uma jornada angustiante e uma experiência de quase morte, o Croata se abre para Maggie sobre seu próprio passado doloroso e os dois fazem as pazes um com o outro. Maggie finalmente encontra seu filho no New York Times Building, onde ele a trai para a Dama que se revela ainda viva, e ela captura Maggie. |              | |                       |                   |                     |                     |
| 14 | 8            | "If History Were a Conflagration" "Se a História fosse uma Conflagração" (BR)                                    | Michael E. Satrazemis | Eli Jorné         | 22 de junho de 2025 | 0.376               |
| A Dama e Hershel convencem Maggie a finalmente matar Negan para finalmente seguir em frente; a Dama revela que ela havia fingido sua morte no fogo usando um cadáver de walker. Junto com o relutante Perlie, a gangue de Bruegel tenta emboscar os Burazi, apenas para cair em uma armadilha habilmente preparada por Negan. Todos, exceto Bruegel e Perlie, são mortos pelos Burazi e um rebanho libertado por Negan. Negan captura a dupla e executa Bruegel brutalmente após jogar um jogo de uni, duni, tê, semelhante ao que Negan jogou antes de matar Abraham e Glenn. Maggie esfaqueia Negan para salvar Perlie, mas é impedida de terminar o trabalho com Lucille ao descobrir que Ginny morreu de sua infecção e reanimada. Um Negan devastado mata a garota enquanto Maggie finalmente aceita que ela precisa deixar de lado sua vingança e seguir em frente. Após o desastre, Hershel permanece com a Dama para dar continuidade aos seus planos enquanto uma segunda onda de forças da Nova Babilônia chega e é conduzida ao metano por Benjamin Pierce. Maggie, Negan e Perlie juram construir um futuro melhor, reconhecendo que o único caminho a seguir é juntos. |              | |                       |                   |                     |                     |

## Produção

### Desenvolvimento
Em março de 2022, a AMC informou que estava desenvolvendo um quarto spin-off de The Walking Dead intitulado Isle of the Dead girando em torno de Maggie e Negan com Lauren Cohan e Jeffrey Dean Morgan reprisando seus respectivos papéis da série original e Eli Jorné, escritor e co-produtor executivo de The Walking Dead, contratado como showrunner ao lado de Cohan e Morgan como produtores executivos. No final de agosto, o título da série foi renomeado para The Walking Dead: Dead City. Em julho de 2023, a série foi renovada para uma segunda temporada.

### Escolha de elenco
Em abril de 2022, Gaius Charles foi escalado como Perlie Armstrong. Em julho, Željko Ivanek, Jonathan Higginbotham e Mahina Napoleon foram escalados como "The Croat", Tommaso e Ginny, respectivamente.

### Filmagens
A filmagem principal começou em 19 de julho em Nova Jersey e terminou em 24 de outubro de 2022. Os locais incluem o Meadowlands Arena, Franklin Lakes Nature Preserve, Port Newark, National Newark Building, Newark Symphony Hall, Hoboken Terminal, Liberty State Park e Shades of Death Road.

### Marketing
Em novembro de 2022, uma prévia dos bastidores da série foi lançada pela AMC.

## Lançamento
The Walking Dead: Dead City estreou na AMC nos Estados Unidos em 18 de junho de 2023. Até o momento, não há previsão para a estreia em Portugal e no Brasil.

## Recepção
O site agregador de resenhas Rotten Tomatoes relatou um índice de aprovação de 80%, com uma classificação média de 7,2/10, com base em 54 resenhas críticas. O consenso dos críticos do site diz: "Embora Dead City ainda sofra com as restrições de ser mais um spin-off, no final das contas consegue superar a rigidez da franquia graças a uma mudança de cenário e ao foco em dois personagens queridos pelos fãs." O Metacritic, que utiliza uma média ponderada, atribuiu uma pontuação de 57 em 100, com base em 9 críticas, indicando "críticas mistas ou medianas".
O site Diário de Séries classificou Dead City como um acerto "por apresentar diversos elementos novos e empolgantes", destacando que a série é forte por ter um "elenco pequeno, fazendo com que a narrativa seja mais movimentada e excitante, focando apenas no essencial e aproveitando o melhor de The Walking Dead, fugindo daquele marasmo que por algum tempo marcou a série mãe"